# Mario Kart
Mario Kart (яп. マリオカート Марио Каːто) — серия компьютерных игр в жанре гонок, разработанных и изданных японской компании Nintendo в качестве спин-оффа к серии Super Mario. Первая игра в серии Super Mario Kart, была выпущена в 1992 году на Super Nintendo, которая имела коммерческий успех. Всего было выпущено 6 игр Mario Kart для домашних консолей, 6 для портативных и 4 совместно разработанных аркадных игр вместе с компанией Namco, в общей сложности 16. Предпоследняя игра в серии, Mario Kart 8, была выпущена в 2014 году и переиздана на Nintendo Switch в апреле 2017 года. На сегодняшний день игры серии разошлись тиражом в более 100 миллионов копий по всему миру.

## История
Первая игра в серии Mario Kart — Super Mario Kart, выпущенная для Super Nintendo Entertainment System в 1992 году. За разработкой первой игры следил японский геймдизайнер Сигэру Миямото, создавший оригинальную игру Super Mario Bros., а также много других успешных игр для Nintendo. Дарран Джонс из NowGamer предполагает, что первоначальный успех Super Mario Kart был результатом включения персонажей, ранее замеченных в играх Mario Bros, в то же время являясь новым видом гоночных игр.

## Игровой процесс
В серии Mario Kart игроки соревнуются в гонках на картах, управляя одним из персонажей, обычно из франшизы Mario. В каждой гонке могут соревноваться до двенадцати персонажей, точное количество зависит от игры.
Одной из особенностей серии является использование различных предметов для усиления, получаемых при въезде в коробки с предметами, расположенные на трассе. Эти бонусы включают гриб ускорения, который придаёт игроку временное ускорение, зелёные и красные панцири, которые сбивают противников, банановую кожуру и поддельные коробки, которые могут быть брошены на трек в качестве препятствия. Тип оружия, получаемого из ящика с предметами, зависит от текущей позиции игрока в гонке. Например, отстающие игроки могут получать более мощные предметы, в то время как лидер может получать только небольшие защитные предметы. Этот игровой механизм дает другим игрокам реальную возможность догнать ведущего игрока.
По мере развития серии в каждом новом выпуске были представлены новые элементы игрового процесса, такие как новые треки, предметы, режимы и игровые персонажи.
- Mario Kart 64 представляет гонки для 4 игроков и 3D-графику. Эта игра также представила Варио в качестве игрового персонажа, а также синий панцирь в качестве оружия.
- Mario Kart: Super Circuit представляет возможность разблокировать все треки Super Mario Kart.
- Mario Kart: Double Dash‼ Особенности совместной игры в локальной сети и картов для двух игроков. Он также представляет одиннадцать новых игровых персонажей (Принцесса Дейзи, Бирдо, Марио-Младенец, Луиджи-Младенец, Паратрупа, Дидди Конг, Боузер-младший, Валуиджи, Тоадетта, Пети Пиранья и Король Бу). В игре также есть специальные предметы, характерные для каждого персонажа. Наконец, эта игра ввела в серию разблокируемых персонажей и карты.
- Mario Kart DS поддерживает игру на двух экранах и предлагает многопользовательскую онлайн-игру (через Wi-Fi) и курсы ретро-сражений. Представляет Shy Guy (эксклюзивно для DS Download Play), Скелет-Боузер и R.O.B. как игровые персонажи. DS была также первой игрой Mario Kart, в которой были представлены ретро-треки из всех предыдущих версий игры. Начиная с 2017 года, это единственная запись в серии, в которой представлен режим миссии. Он также представляет две новые вещи: Blooper и Bullet Bill.
- В Mario Kart Wii представлены элементы управления движением, трюки, гонки на 12 игроков и мотоциклы. [4] Шесть новых игровых персонажей были представлены: Пич-Младенец, Дейзи-Младенец, Розалина, Фанки Конг, Скелет-Боузер и два наряда для персонажей Mii. Он также представил три новых предмета: Мега Гриб, Громовое Облако и Блок военнопленных.
- Mario Kart 7 обладает стереоскопической трехмерной графикой, представляет дельтапланеризм и погружные карты, а также имеет альтернативную перспективу от первого лица и индивидуальную настройку картов. [3] Представляет Металлического Марио, Лакиту, Егозу и Королеву пчел в качестве новых игровых персонажей. Это также первая игра Mario Kart после Mario Kart: Super Circuit, не показывающая Валуиджи как играбельного персонажа.
- Mario Kart 8 имеет режим 200 см³, антигравитационные гонки, внедряет квадроциклы, загружает основные моменты на YouTube через Mario Kart TV (кроме Switch), до четырёх локальных игроков в гонках Гран При, загружаемый контент и является первой игрой в серии, способной похвастаться HD-графикой. В качестве новых игровых персонажей представлены Купалинги, Розалина-Младенец и Пич из розового золота, а также Марио Тануки, Кошка Пич, Житель, Изабель из Animal Crossing и Линк из The Legend of Zelda в качестве новых игровых персонажей DLC. [5] В версии Nintendo Switch, Mario Kart 8 Deluxe, впервые в серии добавлены Инклинг-девочка и Инклинг-мальчик из Splatoon в качестве играбельных персонажей, а также новый режим сражения который похож на игру: «Renegade Roundup».

## Треки
Многие темы для треков повторяются на протяжении всей серии. Большинство треков основано на существующей области во франшизе «Марио» (замок Боузера является одним из самых выдающихся), но есть ряд треков, которые не появились в других местах, но все ещё принадлежат Грибному королевству, например, Радужная дорога. Каждая игра серии включает в себя не менее 16 оригинальных треков и до 6 оригинальных боевых арен. Треки каждой игры разделены на четыре «кубка», или группы, в которых игрок должен иметь самое высокую позицию в турнирной таблице, чтобы выиграть. Большинство треков длятся три круга. Первой игрой, в которой были представлены треки из предыдущих игр, была Mario Kart: Super Circuit, которая содержала все треки из оригинальной игры для Super NES. Начиная с Mario Kart DS, каждая игра серии включала 16 «нитро» (треков, появившихся в этой игре) и 16 «ретро» треков (треки из предыдущих игр Mario Kart), распределенных по четырём кубкам, состоящим из 4 гонок. В Mario Kart 8 доступны 16 дополнительных треков для двух DLC, по восемь для каждого DLC, включая семь ретро треков, четыре оригинальных трека и пять треков на основе других франшиз Nintendo, включая Excitebike, F-Zero, The Legend of Zelda и Animal Crossing.

## Режимы игры
Каждая игра имеет множество различных режимов. Следующие четыре режима повторяются чаще всего в серии:
- Гран-при — игроки соревнуются в различных «кубках», в группах по четыре трека в каждой (по пять в Super Mario Kart) с уровнями сложности в зависимости от размера двигателя, более крупные двигатели означают более высокие скорости. До Mario Kart 8 было четыре трудности: 50cc, 100cc, 150cc и 150cc Mirror (курсы, которые отражаются с точки зрения направления). Mario Kart 8 добавил пятый уровень сложности: 200 куб. Игроки зарабатывают очки в соответствии с их финишной позицией в каждой гонке, и три лучших игрока с наибольшим количеством очков получат трофей.
- Испытания на время — игрок участвует в гонке в одиночку, чтобы пройти любой курс в кратчайшие сроки. Лучшее время затем сохраняется как призрак, с которым игрок может участвовать в гонках в последующих испытаниях. С тех пор, как в Mario Kart: Double Dash‼ появилась новая функция Staff Ghosts, Staff Ghosts являются членами команды Nintendo, которая устанавливает штатное время для одного человека, чтобы попытаться победить. Для того, чтобы разблокировать призраков Expert Staff, которые появились только в Mario Kart Wii и Mario Kart 7, которые, в свою очередь, разблокируют персонажей, транспортные средства или штампы, в дополнение к просмотру призрака, лучше всего лучше, чем время призрака. данные.
- Гонка VS — Несколько игроков соревнуются друг с другом на любом курсе с индивидуальными правилами, такими как командные гонки и частота предметов. Этот режим также включает в себя одиночные гонки VS и игроков, управляемых процессором, чтобы участвовать в гонках VS, также начиная с Mario Kart DS (за исключением Mario Kart 7). Super Circuit, однако, имеет режим быстрого запуска, который имеет сходство с режимом VS.
- Битва — несколько игроков используют гоночные предметы, чтобы сражаться друг с другом на закрытой арене. Каждый игрок начинает с трех воздушных шаров и теряет воздушный шар с каждым нанесенным ударом; последний игрок, имеющий хотя бы один воздушный шар, выигрывает. Различные типы сражений были добавлены в ходе серии, а также сражения в одиночной игре. Начиная с Mario Kart Wii, существует ограничение по времени для каждой битвы. В Mario Kart 8 сражения происходят на трассе. Mario Kart 8 Deluxe включает боевые арены.

## Список игр Mario Kart

### Консольные игры
| Год  | Игра                          | SNES | N64 | GameCube | GBA | DS  | 3DS | New 3DS | Wii | Wii U | Switch | Switch 2 |
| ---- | ----------------------------- | ---- | --- | -------- | --- | --- | --- | ------- | --- | ----- | ------ | -------- |
| 1992 | Super Mario Kart              | Да   | Нет | Нет      | Нет | Нет | Нет | Да      | Да  | Да    | Да     |          |
| 1996 | Mario Kart 64                 | Нет  | Да  | Нет      | Нет | Нет | Нет | Нет     | Да  | Да    | Да     |          |
| 2001 | Mario Kart: Super Circuit     | Нет  | Нет | Нет      | Да  | Да  | Да  | Да      | Нет | Да    | Да     |          |
| 2003 | Mario Kart: Double Dash!!     | Нет  | Нет | Да       | Нет | Нет | Нет | Нет     | Да  | Нет   | Нет    |          |
| 2005 | Mario Kart DS                 | Нет  | Нет | Нет      | Нет | Да  | Да  | Да      | Нет | Да    | Нет    |          |
| 2008 | Mario Kart Wii                | Нет  | Нет | Нет      | Нет | Нет | Нет | Нет     | Да  | Да    | Нет    |          |
| 2011 | Mario Kart 7                  | Нет  | Нет | Нет      | Нет | Нет | Да  | Да      | Нет | Нет   | Нет    |          |
| 2014 | Mario Kart 8                  | Нет  | Нет | Нет      | Нет | Нет | Нет | Нет     | Нет | Да    | Нет    |          |
| 2017 | Mario Kart 8 Deluxe           | Нет  | Нет | Нет      | Нет | Нет | Нет | Нет     | Нет | Нет   | Да     |          |
| 2020 | Mario Kart Live: Home Circuit | Нет  | Нет | Нет      | Нет | Нет | Нет | Нет     | Нет | Нет   | Да     |          |
| 2025 | Mario Kart World              | Нет  | Нет | Нет      | Нет | Нет | Нет | Нет     | Нет | Нет   | Нет    | Да       |

### Игры для аркадных автоматов
- Mario Kart Arcade GP (2005, Arcade) (Разработано совместно с Namco)
- Mario Kart Arcade GP 2 (2007, Arcade) (Разработано совместно с Namco Bandai Games)
- Mario Kart Arcade GP DX (2013, Arcade) (Разработано совместно с Namco Bandai Games)[2]
- Mario Kart Arcade GP VR (2017, Arcade) (Разработано Bandai Namco Studios)[3][4]

### Мобильные игры
- Mario Kart Tour (2019)

## Другие появления
Несколько предметов, связанных с Mario Kart, появляются в серии Super Smash Bros., в частности, Super Smash Bros. Brawl, в частности, на сцене Mario Circuit, основанной на Circuit Figure 8 от Mario Kart DS, Super Smash Bros. для Nintendo 3DS с участием сцена Rainbow Road, основанная на её появлении в Mario Kart 7, и Super Smash Bros. для Wii U, включающая сцену Mario Circuit, основанную на её появлении в Mario Kart 8, вместе с возвращающейся сценой Mario Circuit из Brawl.
Некоторые треки из этой серии также появились в F-Zero X, Fortune Street, сериях Mario & Sonic, Paper Mario: Color Splash и сериях WarioWare. Различные предметы из серии также можно увидеть в играх, таких как Nintendogs и Animal Crossing.